# Ida (pel·lícula)
Ida és una pel·lícula polonesa-danesa de 2013 dirigida pel cineasta Paweł Pawlikowski. La trama se situa l'any 1962 i tracta d'una jove catòlica amb vocació de monja que està a punt d'assumir els vots monàstics. El drama, rodat en blanc i negre, va ser proclamat millor pel·lícula dels Premis del Cinema Europeu i va guanyar l'Oscar a la millor pel·lícula de parla no anglesa del 2014. Ha estat doblada i subtitulada al català.

## Argument
Anna, una jove novícia que ha passat tota la seva vida en un orfenat, s'està preparant per assumir els vots canònics que la convertiran en monja. Abans, però, la Mare Superior de l'orfenat, li ordena de visitar la seva tia Wanda, la seva darrera parenta viva.
Wanda havia estat una militant comunista que després de la Segona Guerra Mundial va fer-se jutge, guanyant-se el sobrenom de Wanda la Roja per la seva intransigència, abans de decaure en una fumadora i alcohòlica amb una vida sexual promiscua.
La visita d'Anna confronta de cop Wanda amb el seu passat. Revela a la seva neboda que el seu verdader nom no és Anna sinó Ida Lebenstein, de procedència jueva i única supervivent de l'holocaust de la família.
Juntes, Anna i Wanda emprenen un viatge a través de Polònia a la recerca de la tomba dels seus pares. El viatge culmina amb la trobada de l'assassí dels pares d'Ida i del fill de Wanda, que mostra el lloc on són enterrades les restes mortals dels seus parents.
El traumàtic viatge canvia molt les dues parentes. Anna, que durant el viatge s'ha topat amb persones molt diverses i ha entrat per primer cop en contacte amb la realitat del món exterior, ja no pot assumir els vots quan retorna al convent. Tampoc Wanda és capaç de retornar a la seva vida després de la dura experiència del viatge i s'acaba suïcidant.
A l'enterrament de la seva tia, Ida es retroba amb Lis, un saxofonista que havia conegut durant el viatge per Polònia. Ambdós acaben dormint junts després d'haver compartit una nit de gran disbauxa. Anna, tanmateix, refusa la proposició de noces que li fa Lis i l'endemà al matí marxa sense acomiadar-se per retornar al convent i assumir els vots.

## Repartiment
| Intèrpret           | Personatge            |
| ------------------- | --------------------- |
| Agata Trzebuchowska | Ida Lebenstein / Anna |
| Agata Kulesza       | Wanda Gruz            |
| Joanna Kulig        | cantant               |
| Dawid Ogrodnik      | Lis, un saxofonista   |
| Adam Szyszkowski    | Feliks Skiba          |
| Jerzy Trela         | Szymon Skiba          |

## Premis i nominacions

### Premis
- 2015: Oscar a la millor pel·lícula de parla no anglesa
- 2015: BAFTA a la millor pel·lícula
- 2015: Goya a la millor pel·lícula europea

### Nominacions
- 2015: Oscar a la millor fotografia per Łukasz Żal i Ryszard Lenczewski
- 2015: Globus d'Or a la millor pel·lícula de parla no anglesa
- 2015: BAFTA a la millor fotografia per Łukasz Żal i Ryszard Lenczewski
- 2015: César a la millor pel·lícula estrangera
- 2015: Gaudí a la millor pel·lícula europea
- 2015: Independent Spirit a la millor pel·lícula de parla no anglesa